# Lycophotia cissigma
Lycophotia cissigma là một loài bướm đêm trong họ Noctuidae.